# Tha Dogg Pound
Tha Dogg Pound je americká hip-hopová skupina, kterou tvoří duo Kurupt a Daz Dillinger. Jejich debut se uskutečnil v roce 1995 albem Dogg Food, které se umístilo na 1. místě amerického žebříčku Billboard 200 a deska také získala 2x platinové ocenění společnosti RIAA, z alba pochází jejich jediný úspěšný singl – Let's Play House (ft. Michel'le).

## Stručná biografie
Skupina vznikla v roce 1992 na labelu Death Row Records, kdy ji tvořili Daz Dillinger, Kurupt, Snoop Dogg, Nate Dogg a Soopafly, ale s vydáním úspěšného debutu Snoop Dogga v roce 1993, on, Nate Dogg a Soopafly ze skupiny odešli. Ovšem jejich přátelství stále zůstalo pevné, na důkaz toho později založili uskupení D.P.G.C. (Dogg Pound Gangsta Crips), v kterém všichni zmínění stále jsou a vypomáhají si společně na vlastních albech. V roce 1995 vydalo duo svůj úspěšný debut Dogg Food, který zabodoval jak v prodejích, tak i v hitparádách. Ve stejném roce se duo sblížilo s novou posilou Death Row Records s Tupacem. Jejich přátelství se odrazilo na Tupacově albu All Eyez on Me, na kterém hostovali ve třech písních.
V roce 1997 Kurupt opustil Death Row a vydal dvě sólo alba. Tyto alba, Kuruption! (1998) a Tha Streetz Iz a Mutha (1999), vydal na svém labelu Antra Records a dohromady se jich prodalo okolo milionu. Daz Dillinger zase vydal sólo album u Death Row v roce 1998. Jeho alba Retaliation, Revenge and Get Back se prodalo přes 500 000 kusů, a je jeho doposud nejúspěšnějším sólo albem. Po úspěchu alba založil vlastní label Mobstyle Muzik, ale jeho releasy propadly, proto se vrátil k Death Row, ale tam již žádné album nevydal, a proto je i on znovu opustil. Na to si založil nové vlastní labely D.P.G. Recordz a Gangsta Advisory Records, kde vydával nezávislá sólo alba a později i alba skupiny. Avšak Suge Knight šéf Death Row Records oznámil, že stále vlastní práva na jméno Tha Dogg Pound, proto se skupina přejmenovala na D.P.G. (Dogg Pound Gangstaz). V roce 2001 Suge Knight vydal kompilaci nezveřejněných písních nazvanou 2002, což vyvolalo další spor mezi ním a Dazem Dillingerem.
Roku 2002 se Kurupt vrátil k Death Row Records, čímž si znepřátelil svého kolegu Daze Dillingera a ostatní z uskupení D.P.G.C., tím se také na tři roky rozpadlo duo D.P.G.. Po tyto tři roky se všichni navzájem dissovali. Roku 2005 však přišel obrat, Kurupt nebyl spokojen s propagací svého alba, a tak odešel z Death Row, a duo se tak mohlo dát znovu dohromady. Stejně se tím obnovily i spolupráce členů D.P.G.C., které se rozšířilo o Warrena G. Nové album Cali Iz Active (2006) vyšlo na důkaz přátelství na labelu Snoop Dogga – Doggystyle Records. Ovšem ani toto album, ani následující, se nesetkala s větším úspěchem.
Duo Tha Dogg Pound do roku 2010 vydalo sedm alb, Kurupt vydal dalších sedm sólo alb a Daz Dillinger dokonce jedenáct.

## Diskografie

### Studiová alba
| Rok  | Album                                                                           | Nejvyšší umístění v hitparádě | Nejvyšší umístění v hitparádě | Nejvyšší umístění v hitparádě | Ocenění          |
| Rok  | Album                                                                           | US 200                        | US Hip-Hop                    | US Rap                        | Ocenění          |
| ---- | ------------------------------------------------------------------------------- | ----------------------------- | ----------------------------- | ----------------------------- | ---------------- |
| 1995 | Dogg Food - Vydáno: 31. říjen 1995 - Vydavatel: Death Row, Interscope           | 1                             | 1                             | *                             | US: 2x platinové |
| 2006 | Cali Iz Active - Vydáno: 27. června 2006 - Vydavatel: Doggystyle, KOCH          | 28                            | 5                             | 4                             | US: /            |
| 2007 | Dogg Chit - Vydáno: 27. března 2007 - Vydavatel: Gangsta Advisory, D.P.G., KOCH | 77                            | 24                            | 12                            | US: /            |
| 2010 | 100 Wayz - Vydáno: 17. srpna 2010 - Vydavatel: Doggystyle, D.P.G., Priority     | -                             | 83                            | -                             | US: /            |

### Nezávislá alba
| Rok  | Album | Nejvyšší umístění v hitparádě | Nejvyšší umístění v hitparádě | Nejvyšší umístění v hitparádě | Ocenění |
| Rok  | Album | US 200                        | US Hip-Hop                    | US Rap                        | Ocenění |
| ---- | --- | ----------------------------- | ----------------------------- | ----------------------------- | ------- |
| 2001 | Dillinger & Young Gotti - Vydáno: 1. května 2001 - Vydavatel: Gangsta Advisory                            | -                             | -                             | *                             | US: /   |
| 2005 | Dillinger & Young Gotti II: The Saga Continuez… - Vydáno: 1. listopadu 2005 - Vydavatel: Gangsta Advisory | -                             | 66                            | -                             | US: /   |
| 2009 | That Was Then, This Is Now - Vydáno: 24. listopadu 2009 - Vydavatel: Gangsta Advisory, D.P.G.             | -                             | -                             | -                             | US: /   |

### EP
- 2008 – Let's Ryde 2Night

### Kompilace
- 2001 – 2002
- 2004 – The Last of Tha Pound
- 2010 – Keep on Ridin'